# Гіпотеза Сінгмастера
В теорії чисел гіпотеза Сінгмастера, названа на честь Девіда Сінгмастера, стверджує, що існує кінцева верхня межа кількості однакових чисел (крім одиниці) в трикутнику Паскаля. Зрозуміло, що одиниця міститься в трикутнику Паскаля нескінченне число разів, оскільки будь-яке інше число x може зустрітися тільки в перших x+1 рядках трикутника. Пол Ердеш вважав, що гіпотеза Сінгмастера вірна, але припускав, що довести це буде важко.
Нехай N (a) — скільки разів число a>1 з'являється в трикутнику Паскаля. Тоді в O-нотації, гіпотеза виглядає як:
{\displaystyle N(a)=O(1)}

## Відомі результати
Сінгмастер показав:
{\displaystyle N(a)=O(\log a).\,}
Пізніше Еббот (Abbott), Ердеш, і Хансон (Hanson) (див. Посилання) поліпшили оцінку. Найкраща на сьогодні оцінка
{\displaystyle N(a)=O\left({\frac {(\log a)(\log \log \log a)}{(\log \log a)^{3}}}\right),\,}
отримана завдяки Даніелю Кейну (2007).
Аббот Ердеш і Хансон зауважив, що умова гіпотези Крамера про відстань між послідовними простими числами
{\displaystyle N(a)=O\left(\log(a)^{2/3+\varepsilon }\right)}
вірно для будь-якого {\displaystyle \varepsilon >0}.
Сінгмастер (1975) показав, що діофантове рівняння
{\displaystyle {n+1 \choose k+1}={n \choose k+2},}
має нескінченно багато рішень для двох змінних n, k. Звідси випливає, що мається нескінченно багато випадків входження чисел 6 і більше разів. Рішення задаються рівняннями
{\displaystyle n=F_{2i+2}F_{2i+3}-1,\,}
{\displaystyle k=F_{2i}F_{2i+3}-1,\,}
де Fn — n-те число Фібоначчі (згідно загальноприйнятому {\displaystyle F_{1}=F_{2}=1}).

## Числові приклади
Згідно обчислень,
- 2 з'являється тільки один раз; всі більші ніж 2 числа з'являються більше, ніж один раз
- 4 та усі непарні прості числа (3, 5, 7, 11, ...) з'являються рівно 2 рази;
- 6 з'являється 3 рази;
- Багато чисел з'являються 4 рази.
- Кожне з наступних чисел з'являється 6 разів:

{\displaystyle {120 \choose 1}={16 \choose 2}={10 \choose 3}}

{\displaystyle {210 \choose 1}={21 \choose 2}={10 \choose 4}}

{\displaystyle {1540 \choose 1}={56 \choose 2}={22 \choose 3}}

{\displaystyle {7140 \choose 1}={120 \choose 2}={36 \choose 3}}

{\displaystyle {11628 \choose 1}={153 \choose 2}={19 \choose 5}}

{\displaystyle {24310 \choose 1}={221 \choose 2}={17 \choose 8}}

- Найменше число, що з'являється 8 разів — це 3003, яке є також першим членом нескінченного сімейства чисел Сінгмастера, що зустрічаються не менше 6 разів:

{\displaystyle {3003 \choose 1}={78 \choose 2}={15 \choose 5}={14 \choose 6}}

Наступне число в нескінченному сімействі Сінгмастера, і наступне найменше відоме число, що з'являється шість і більше разів — це 61218182743304701891431482520.
Невідомо, чи з'являються які-небудь числа більш ніж вісім разів. Існує гіпотеза, що максимальне число входжень не більше 8, але Сінгмастер вважає, що воно повинно бути 10 або 12.

### Чи з'являються числа точно п'ять або сім разів?
В Енциклопедії послідовностей цілих чисел вказано, що невідомо, чи має розв'язок рівняння N (a) = 5. Невідомо також, чи з'являється якесь число сім раз.